# انگل (فیلم ۲۰۱۹)
انگل (کره‌ای: 기생충; هانجا: 寄生蟲; لاتین‌نویسی اصلاح‌شده: Gisaengchung) فیلمی دلهره‌آور محصول کرهٔ جنوبی به کارگردانی بونگ جون هو است که در سال ۲۰۱۹ منتشر شد. بونگ فیلم‌نامه را مشترکاً با هان جین وون نوشت و یکی از تهیه‌کنندگان فیلم بود. بازیگران آن شامل سونگ کانگ هو، لی سون کیون، چو یو جونگ، چوی وو شیک، پارک سو دام، جانگ هه جین، پارک میونگ هون و لی جونگ اون می‌شوند. در داستان فیلم، خانواده‌ای فقیر برنامه‌ای ترتیب می‌دهند تا به‌وسیلهٔ خانواده‌ای ثروتمند استخدام شوند. اعضای این خانوادهٔ فقیر با تظاهر به اینکه با هم نسبتی ندارند و برای انجام کار به‌شدت واجد شرایط هستند، به خانهٔ ثروتمند نفوذ می‌کنند.
فیلم‌نامه بر اساس منابع دست اول بونگ از نمایش‌نامه‌ای است که در سال ۲۰۱۳ نوشته شد. او بعدتر آن را در پیش‌نویسی ۱۵ صفحه‌ای اقتباس کرد و به‌وسیلهٔ هان به سه پیش‌نویس مختلف تقسیم شد. بونگ اظهار داشت که از فیلم کره‌ای خدمتکار (۱۹۶۰) و حادثهٔ کریستین و لی پاپن در دههٔ ۱۹۳۰ الهام گرفته است. فیلم‌برداری در مهٔ ۲۰۱۸ آغاز شد و در سپتامبر همان سال به پایان رسید. دیگر اعضای این پروژه عبارتند از: فیلمبردار هونگ کیونگ پیو، تدوین‌گر یانگ جین مو و آهنگساز جونگ جه ایل بود. دارسی پکت، منتقد و نویسندهٔ آمریکایی، ترجمهٔ انگلیسی فیلم را برای اکران بین‌المللی به عهدهٔ داشت.
انگل در ۲۱ مهٔ ۲۰۱۹ در جشنواره فیلم کن ۲۰۱۹ به نمایش درآمد و در آن‌جا نخستین فیلم کره‌ای شد که جایزهٔ برتر جشنواره، یعنی نخل طلا را کسب کرد. این فیلم در ۳۰ مه از طریق سی‌جی انترتینمنت در کرهٔ جنوبی اکران شد. منتقدان کارگردانی و فیلم‌نامهٔ بونگ و همچنین تدوین و طراحی تولید آن را تحسین کردند. این فیلم بیش از ۲۶۳ میلیون دلار در سرتاسر جهان فروش داشت در حالی که بودجهٔ ساخت آن ۱۵٫۵ میلیون دلار بود.
انگل در نود و دومین دوره جوایز اسکار، چهار جایزهٔ برجسته را کسب کرد: بهترین فیلم، بهترین کارگردانی، بهترین فیلم‌نامه غیراقتباسی و بهترین فیلم بین‌المللی. انگل نخستین فیلم غیر انگلیسی‌زبان بود که برندهٔ جایزه بهترین فیلم از مراسم اسکار شد. این فیلم جایزه گلدن گلوب بهترین فیلم غیر انگلیسی‌زبان و جایزه بفتای بهترین فیلم غیر انگلیسی‌زبان را کسب کرد و نخستین فیلم غیر انگلیسی‌زبان شد که جایزه انجمن بازیگران فیلم برای گروه بازیگران برجسته در یک فیلم سینمایی را گرفت. از انگل به‌عنوان یکی از بهترین فیلم‌های دههٔ ۲۰۱۰، قرن بیست و یکم و تاریخ نام برده می‌شود. مجموعه‌ای تلویزیونی بر اساس این فیلم در اوایل مراحل توسعه است.

## داستان
خانواده کیم (پدر خانواده کی تاک، مادر خانواده چانگ سوک، دختر کی جونگ و پسر کی وو) در زیرزمین یک آپارتمان کوچک زندگی می‌کنند. آن‌ها مشاغل موقت خانگی با درآمد کم دارند و برای تأمین مخارج زندگی خود تلاش می‌کنند. مین هیوک، دوست کی وو، سنگ شانسی را برای ثروتمند شدن به خانواده کیم می‌دهد. وی که برای تحصیل در خارج، قصد دارد کشور را ترک کند، به کی وو پیشنهاد می‌کند که او به عنوان یک دانشجوی دانشگاه، مربی انگلیسی دختر خانواده ثروتمند پارک، داهه شود. کی وو در نقش یک دانشجوی دانشگاه یانسه توسط خانواده پارک استخدام می‌شود.
خانواده کیم یکدیگر را به عنوان کارمندانی که نسبت خانوادگی باهم ندارند و دارای صلاحیت زیادی هستند، به خانواده پارک معرفی می‌کنند که همگی برای پارک‌ها کار کنند. پس از اینکه کی وو، خواهرش کی جونگ را در نقش «جسیکا» به خانواده پارک پیشنهاد می‌کند،
او به عنوان یک هنر درمانگر برای پسر کوچک خانواده پارک، دا-سونگ استخدام می‌شود. کی جونگ طی یک نقشه، ماشین رانندهٔ خصوصی پارک‌ها را در حال برگشت به خانه طوری صحنه سازی می‌کند که انگار راننده آن‌ها در ماشین با کسی رابطه جنسی داشته است. کی جونگ پس از درخواست مادر خانوادهٔ پارک برای معرفی شخص جدیدی به عنوان راننده، پدرش را توصیه می‌کند و او نیز استخدام می‌شود. کیم‌ها در نقشه آخر از آلرژی خدمت‌کار خانه پارک‌ها، مون گوانگ، سوء استفاده می‌کنند تا خانم پارک را متقاعد کنند که او به سل مبتلا شده است و مادر خانواده کیم، چونگ سوک، به جای او استخدام می‌شود. کی وو همچنین یک رابطه عاشقانه مخفیانه را با داهه آغاز می‌کند.
هنگامی که پارک‌ها به یک پیکنیک می‌روند، کیم‌ها از امکانات خانهٔ آن‌ها نهایت لذت را می‌برند؛ اوضاع تا هنگامی ادامه پیدا می‌کند که مون گوانگ، خدمتکار پیشین خانواده پارک، جلوی درب منزل ظاهر می‌شود و به چونگ سوک می‌گوید که چیزی را در زیرزمین خانه جا گذاشته است. سایر اعضای خانواده کیم به غیر از چونگ سوک پنهان می‌شوند و او به همراه مون گوانگ وارد یک ورودی مخفی به پناهگاه زیرزمینی ساخته شده توسط معمار و صاحب خانه قبلی می‌شوند، جایی که شوهر مون گوانگ، گئون سا، بیش از چهار سال است که به‌طور مخفیانه و از دست طلبکارانش در آنجا پنهان شده است. چونگ سوک، درخواست مون گوانگ برای غذادادن روزانه به گئون-سا را در پناهگاه رد می‌کند، اما در همین موقع کیم‌ها که گوش وایستاده بودند، به‌طور تصادفی لو می‌روند. مون گوانگ از آنها فیلم می‌گیرد و تهدید می‌کند که فیلم را به پارک‌ها می‌فرستد تا بفهمند که آنها یک خانواده حقه بازند. سپس بین آنها درگیری پیش می‌آید، اما کیم‌ها موفق می‌شوند آنها را کنترل کنند.
در همین حال، پارک‌ها زنگ می‌زنند تا به دلیل طوفان شدید و باران که منطقه کمپ آنها را سیلاب کرده است، به چونگ سوک بگویند که زودتر برمی‌گردند و همین الان در نزدیکی راه بازگشت به خانه هستند؛ همچنین از او می‌خواهند تا یک کاسه غذای رام دان برای دا-سونگ درست کند. کیم‌ها تلاش می‌کنند تا خانه را تمیز کنند و قبل از رسیدن پارک‌ها مون-گوانگ و گئون-سا را مخفی کنند. آنها این دو نفر را به سختی به پناهگاه می‌برند، دست و پای گئون-سا را می‌بندند و مون گوانگ نیز زخمی و بی‌هوش می‌شود. خانم پارک به چونگ سوک رازی را فاش می‌کند که دا سونگ در شب تولد قبلی‌اش، یک «شبح» - در واقع گئون سا - را که برای دزدین غذا از زیرزمین بیرون آمده بوده را می‌بیند و باعث می‌شود او تشنج کند. کی جونگ، کی تاک و کی وو زیر یک میز در پذیرایی خانه پنهان می‌شوند. در نزدیکی همین مکان آقا و خانم پارک روی یک مبل باهم عشق‌بازی می‌کنند و در مورد بوی بدن کی تاک صحبت می‌کنند که او این نظرات را در کنار پسر و دخترش می‌شنود. پس از به خواب رفتن خانواده پارک، سرانجام پدر، دختر و پسر فرار می‌کنند و زمانی که زیرزمین خانه خود را به علت سیلاب پر از آب فاضلاب می‌بینند، در یک سالن ورزشی با دیگر افراد آواره، شب را می‌گذرانند.
روز بعد خانم پارک با کمک خانواده کیم جشنی را برای تولد دا-سونگ برگزار می‌کند. کی وو از مهمانی استفاده می‌کند و با سنگ شانسش وارد پناهگاه می‌شود تا وضعیت گئون-سا و مون گوانگ را چک کند. وی پس از پیدا کردن مون گوانگ که بر اثر ضربه مغزی حاصل از ضربهٔ دیروز، جان خود را از دست داده است، توسط گئون -سا عصبانی از پشت مورد حمله قرار می‌گیرد. گئون-سا با سنگ شانس به سر کی وو ضربه می‌زند و فرار می‌کند و کی وو را بی‌هوش با سری شکسته و خون‌آلود در زیرزمین رها می‌کند. در ادامه به دنبال انتقام مون-گوانگ، گئون-سا در مقابل مهمانان، کی-جونگ را با چاقوی آشپزخانه می‌کشد. دا-سونگ با دیدن گئون-سا دوباره دچار تشنج می‌شود و یک درگیری آغاز می‌شود تا اینکه چونگ-سوک سیخ کبابی را در بدن گئون-سا فرومی‌کند و او می‌میرد. در حالی که کی -جونگ به شدت دچار خونریزی است، آقای پارک به کی-تاک که بالای سر کی جونگ حاضر شده، دستور می‌دهد تا دا-سونگ تشنج کرده را به بیمارستان منتقل کند. در هرج و مرج رخ داده شده، کی-تاک که شب قبل با نظرات آقای کیم دربارهٔ بوی بد بدنش، ناراحت و عصبانی شده‌بود و دیدن وضعیت دخترش که اکنون در دستان او جان می‌داد، چاقویی را می‌گیرد و آقای پارک را می‌کشد و سپس از صحنه فرار می‌کند.
چند هفته بعد، چونگ-سوک و کی-وو که زنده مانده و در حال بهبودی از عمل جراحی مغز است، به جرم کلاهبرداری محکوم و به قید شرط آزاد می‌شوند؛ کی-جونگ مرده و کی-تاک که به جرم قتل آقای پارک تحت تعقیب پلیس است، هنوز پیدا نشده است. گئون-سا که به عنوان یک مرد بی خانمان معرفی شده، نه انگیزه وی و نه کی تاک در این قتل‌ها برای رسانه‌ها مشخص نشده‌اند. کی وو خانه پارک‌ها (که اکنون به یک خانواده آلمانی که از تاریخچه آن بی اطلاع هستند فروخته شده است) را با دوربین زیر نظر می‌گیرد، روزی متوجه چشمک زدن لامپ خانه می‌شود و آن را به صورت کد مورس پیاده می‌کند؛ متوجه می‌شود پدرش کی-تاک آن‌روز از طریق گاراژ به پناهگاه زیرزمینی فرار کرده است. او پس از آن مون گوانگ را در حیاط خانه دفن کرده و اکنون غذایش را از طریق دستبرد شبانه به یخچال خانه بدست می‌آورد و هر روز به امید اینکه کی-وو کدش را ببیند نامه اش را با کمک کد مورس و توسط کلید چراغ‌های خانه اجرا کرده است. کی-وو که هنوز در آپارتمان زیرزمینی اصلی خودشان با مادرش زندگی می‌کند، نامه ای به کی تاک می‌نویسد و به او قول می‌دهد که به دانشگاه برود و پول کافی برای خرید خانه جمع کند تا پدرش را دوباره ببیند.

## بازیگران
- سونگ کانگ هو در نقش کیم کی تک
- لی سون کیون در نقش پارک دونگ ایک
- چو یو جونگ در نقش چوی یون گیو
- چوی وو شیک در نقش کیم کی وو[۱۶]
- پارک سو دام در نقش کیم کی جونگ
- جانگ هه جین در نقش چونگ سوک
- لی جونگ اون در نقش گوک مون گوانگ[۱۷]
- پارک میونگ هون در نقش اوه گون سه
- جونگ جی سو در نقش پارک دا هه
- جونگ هیون جون در نقش پارک دا سونگ
- پارک کون روک در نقش یون
- پارک سو جون در نقش مین هیوک[۱۸]
- جونگ یی سو در نقش صاحب پیتزا فروشی

## بازخورد

### منتقدان
در وبسایت بازبینی‌خوانی راتن تومیتوز، ۹۹٪ از ۴۷۴ بررسی منتقدان مثبت است و این فیلم میانگینِ امتیاز ۹٫۴/۱۰ را در اختیار دارد. این فیلم در متاکریتیک، که از میانگین وزنی استفاده می‌کند، بر اساس نظر ۵۲ منتقد امتیاز ۹۶ از ۱۰۰ را کسب کرده که نشان‌گر «تحسین همگانی» است. در همین وبگاه، انگل  بهترین فیلم سال ۲۰۱۹ شناخته شد و در بین فیلم‌های با بالاترین امتیازِ دهه، در رتبه هفتم قرار گرفت. تا نوامبر ۲۰۲۱، این فیلم رتبهٔ چهل و هشتم بالاترین امتیاز فیلم‌های تاریخ در متاکریتیک را داشت.
بسیاری از منتقدان، این فیلم را بهترین اثر «بونگ جون هو» تا به امروز توصیف کرده‌اند که به عنوان یک اثر کمدی غیرعادی آغاز و به اثری عجیب تبدیل می‌شود که در هیچ ژانری قابل دسته‌بندی نیست. الخاندرو گونسالس اینیاریتو رئیس هیئت داوران جشنواره کن در نشست خبری پس از مراسم اهدای جوایز در این‌باره گفت:
این فیلم تجربه‌ای منحصر به فرد و اثری غیرمنتظره است. همهٔ ما را تحت تأثیر قرار داد. اینکه فیلم ما را از طریق ژانرهای گوناگون با خود همراه می‌کند و به شکلی سرگرم‌کننده پیرامون مسئله‌ای فراگیر و اساسی حرف می‌زند، برای ما غیرقابل پیش‌بینی بود.
دونالد ترامپ از گزینش فیلم انگل، توسط آکادمی اسکار به عنوان بهترین فیلم سال، به شدت انتقاد کرد و گفت: «اصلاً این فیلم دربارهٔ چه بود؟» بونگ جون هو در واکنش به دونالد ترامپ، در توییتر خود نوشت: «قابل درک است او نمی‌تواند بخواند.»

## جوایز
| جایزه                     | تاریخ برگزاری  | بخش                              | دریافت کننده              | نتیجه    | منابع         |
| ------------------------- | -------------- | -------------------------------- | ------------------------- | -------- | ------------- |
| جشنواره کن                | ۲۵ مه ۲۰۱۹     | نخل طلا                          | بونگ جون هو               | پیروز    | [ ۲۶ ] [ ۲۷ ] |
| جایزه اکتا                | ۴ دسامبر ۲۰۱۹  | بهترین فیلم آسیایی               | بونگ جون هو               | پیروز    | [ ۲۸ ]        |
| جایزه اکتا                | ۳ ژانویه ۲۰۲۰  | بهترین فیلم بین‌المللی            | کواک شین ئه و بونگ جون هو | پیروز    | [ ۲۹ ]        |
| جایزه اکتا                | ۳ ژانویه ۲۰۲۰  | بهترین کارگردان بین‌المللی        | بونگ جون هو               | نامزدشده | [ ۲۹ ]        |
| جایزه اکتا                | ۳ ژانویه ۲۰۲۰  | بهترین بازیگر نقش مکمل بین‌المللی | سونگ کانگ هو              | نامزدشده | [ ۲۹ ]        |
| جایزه اکتا                | ۳ ژانویه ۲۰۲۰  | بهترین فیلم‌نامه بین‌المللی        | بونگ جون هو و هان جین وون | نامزدشده | [ ۲۹ ]        |
| جشنواره فیلم سیدنی        | ۱۶ ژوئن ۲۰۱۹   | بهترین فیلم                      | انگل                      | پیروز    | [ ۳۰ ] [ ۳۱ ] |
| جایزه گلدن گلوب           | ۵ ژانویه ۲۰۲۰  | بهترین فیلم غیر انگلیسی‌زبان      | انگل                      | پیروز    |               |
| جایزه فیلم بفتا           | ۲ فوریه ۲۰۲۰   | بهترین فیلم غیر انگلیسی‌زبان      | انگل                      | پیروز    | [ ۳۲ ]        |
| جایزه اسکار               | ۹ فوریه ۲۰۲۰   | بهترین فیلم بین‌المللی            | انگل                      | پیروز    | [ ۳۳ ] [ ۳۴ ] |
| جایزه اسکار               | ۹ فوریه ۲۰۲۰   | بهترین فیلم                      | انگل                      | پیروز    | [ ۳۳ ] [ ۳۴ ] |
| جایزه اسکار               | ۹ فوریه ۲۰۲۰   | بهترین فیلم‌نامه غیراقتباسی       | بونگ جون هو و هان جین وون | پیروز    | [ ۳۳ ] [ ۳۴ ] |
| جایزه اسکار               | ۹ فوریه ۲۰۲۰   | بهترین کارگردانی                 | بونگ جون هو               | پیروز    | [ ۳۳ ] [ ۳۴ ] |
| جایزه اسکار               | ۹ فوریه ۲۰۲۰   | بهترین طراحی صحنه                | لی ها جون و چو وون وو     | نامزدشده | [ ۳۳ ] [ ۳۴ ] |
| جایزه اسکار               | ۹ فوریه ۲۰۲۰   | بهترین تدوین                     | یانگ جین مو               | نامزدشده | [ ۳۳ ] [ ۳۴ ] |
| انجمن منتقدان فیلم شیکاگو | ۱۴ دسامبر ۲۰۱۹ | بهترین فیلم                      | انگل                      | پیروز    | [ ۳۵ ] [ ۳۶ ] |
| انجمن منتقدان فیلم شیکاگو | ۱۴ دسامبر ۲۰۱۹ | بهترین کارگردانی                 | بونگ جون هو               | پیروز    | [ ۳۵ ] [ ۳۶ ] |
| انجمن منتقدان فیلم شیکاگو | ۱۴ دسامبر ۲۰۱۹ | بهترین بازیگر نقش مکمل زن        | چو یو جونگ                | نامزدشده | [ ۳۵ ] [ ۳۶ ] |
| انجمن منتقدان فیلم شیکاگو | ۱۴ دسامبر ۲۰۱۹ | بهترین فیلم‌نامه غیراقتباسی       | بونگ جون هو و هان جین وون | پیروز    | [ ۳۵ ] [ ۳۶ ] |
| انجمن منتقدان فیلم شیکاگو | ۱۴ دسامبر ۲۰۱۹ | بهترین کارگردانی هنری            | لی ها جون                 | نامزدشده | [ ۳۵ ] [ ۳۶ ] |
| انجمن منتقدان فیلم شیکاگو | ۱۴ دسامبر ۲۰۱۹ | بهترین فیلم‌برداری                | هونگ کونگ پیو             | نامزدشده | [ ۳۵ ] [ ۳۶ ] |
| انجمن منتقدان فیلم شیکاگو | ۱۴ دسامبر ۲۰۱۹ | بهترین فیلم غیر انگلیسی‌زبان      | انگل                      | پیروز    | [ ۳۵ ] [ ۳۶ ] |